# فرودگاه واگنتایر
فرودگاه واگنتایر  (به انگلیسی: Wagontire Airport)  یک فرودگاه خصوصی   است که یک باند فرود چمن-خاک دارد و طول باند آن ۶۰۹ متر است. این فرودگاه در  کشور ایالات متحده آمریکا قرار دارد و در ارتفاع ۱۴۴۰ متری از سطح دریا واقع شده است.